# Papaver ochotense
Papaver ochotense là một loài thực vật có hoa trong họ Anh túc. Loài này được Tolm. mô tả khoa học đầu tiên.